# Карл VI (король Франции)
Карл VI Безу́мный, официальное прозвище Возлю́бленный (фр. Charles VI le Fol, ou le Bien-Aimé; 3 декабря 1368, Париж — 21 октября 1422, Париж) — король Франции с 1380 года, из династии Валуа.
Сын и преемник Карла V Мудрого.

## Детство и юность

### Детство
О детстве будущего короля известно немного. Он родился в Париже 3 декабря 1368 года, через восемь лет после смерти своего старшего брата и первого престолонаследника Жана. Считается, что Карл первым в истории получил при рождении титул «дофин» и провинцию Дофине в качестве апанажа.

### Регентство
Карл VI лишился отца в возрасте 12 лет. В соответствии с ордонансом 1374 года было определено, что король станет считаться совершеннолетним с 13 лет. Карл V Мудрый, опасаясь властолюбия и жадности своего второго по старшинству брата Людовика I Анжуйского, предписал, чтобы в случае его ранней смерти регентшей была признана королева, а при ней состояли двое других дядей — герцоги Жан Беррийский и Филипп Смелый. Но королева умерла раньше мужа, и потому, следуя обычному праву того времени, опекунство должен был принять старший из дядей. Сразу после погребения короля, в конце сентября 1380 года в Париже открылся Совет, который должен был выбрать регента. Основная схватка развернулась между герцогом Анжуйским и его братьями, ввиду того, что Совет не принял никакого решения, обе стороны принялись тайно стягивать к столице войска. Впрочем, дело не дошло до кровопролития. В конечном счёте было решено, что ограниченные полномочия регента должны быть переданы его старшему дяде, а двое остальных станут опекунами детей Карла V. Основная власть до достижения Карлом VI совершеннолетия передавалась в руки Большого совета из 50 членов — представителей всех сословий, внутри которого выделялось 12 человек, представлявших собственно опекунов.
Первым решением Большой совет принял отставку канцлера д’Оржемона, который, по свидетельству хронистов того времени, «ушёл, предвидя беды, в которые будет ввергнуто государство», и на его место был назначен епископ Бове. Коннетаблем Франции был утверждён Оливье де Клиссон, назначенный на эту должность покойным королём.

### Коронация
Следующим шагом должна была стать коронация Карла VI, но приготовления к ней были отложены по вине Людовика I Анжуйского, который поспешил мошеннически присвоить себе часть королевской казны — общее количество украденного составляло порядка 17 млн франков. Не ограничиваясь этим, он прибрал к рукам часть драгоценностей короны, золотой и серебряной посуды, золота и серебра в слитках — последние составляли неприкосновенный запас государства, и Людовик сумел получить его, пригрозив казнью казначею Филиппу де Савуаси.
3 ноября 1380 года юный король всё же прибыл в Реймс, где был посвящён в рыцари герцогом Анжуйским и торжественно коронован, как то и предписывалось традицией, архиепископом Реймсским. Сразу после коронации Карл посвятил в рыцари четырёх юных дворян, двое из которых, сыновья герцога де Бара, приходились ему кузенами, и принял присягу на верность себе дворян и представителей народа. Во время королевского пира, последовавшего в тот же день, не обошлось без столкновения между дядьями — Филипп Смелый «самовольно» занял место старшего — по правую руку короля, объяснив герцогу Анжуйскому, что «это место принадлежит ему по праву», тот же не посмел противиться, решив, что младший брат действует с согласия короля.
Торжественная процессия затем отправилась в Париж, где были воздвигнуты триумфальные арки, и юный король въехал в город под радостные крики народа, запрудившего собой улицы. В течение трёх последующих дней продолжались празднества, турниры, состязания в ловкости и умении владеть копьём, на улицах играли оркестры и били фонтаны из вина, молока и душистой воды.

### Внутренняя политика при регентстве
Жан Беррийский и Филипп Смелый добились вскоре раздела власти. Людовик I Анжуйский сохранял преимущественные права, но отказывался от статуса регента, его братья вместе с ним и 12 назначенными ими же членами составили «Предписанный совет». Этот совет просуществовал с октября 1381 года до января 1383 года. Его состав вскоре же претерпел значительные изменения.
Немедля по возвращении от власти были отставлены фавориты прежнего короля — Ла Ривьер и де Гранж, епископ амьенский, причём по поводу последнего сам король выразился достаточно недвусмысленно «слава Богу, нам удалось избавиться от тирании этого прелата».
В день коронации было объявлено о снижении налогов, как то прямо следовало из завещания покойного короля, но реальному воплощению в жизнь этой меры воспротивились оба герцога, причём Филипп Бургундский прямо призывал к старым добавить новые — что и было сделано — под названием «subvention» был введён косвенный налог (т. н. aide — то есть «воспомоществование»), обязывающий население отчислять двадцатую часть дохода от торговли в пользу короля. Результатом его введения были вспыхнувшие в Париже беспорядки, когда, по словам хрониста, «чернь громила дома сборщиков и евреев, насильно крестила детей последних и унялась лишь после смерти нескольких несчастных, утопленных в реке». Этот бунт вошёл в историю как восстание майотенов — то есть «молотобойцев» (от фр. maillon — «бердыш», оружия, захваченного повстанцами в парижском арсенале).
Что касается образования короля, оно было пущено на самотёк. Считающийся ментором при его особе Филипп Бургундский предпочитал потакать прихотям 12-летнего мальчика, развлекая его пирами, охотой, играми и зрелищами, постоянно сменяющими друг друга, в то время как дела государства по сути своей решались без его ведома и участия. Однако хронисты отмечают воинственность мальчика и его желание немедля вступить в войну с англичанами. Примером тому приводится история, когда Карл V, призвав к себе сына, предложил ему на выбор корону или железную каску воина. Ответ был достаточно недвусмыслен: «Монсеньор, я предпочёл бы шлем короне».
В 1382 года за оружие взялось население Парижа, возмущённое вероломством регентов, нарушивших волю покойного короля в вопросе о налогах. Уличная толпа вооружилась, разгромив Арсенал, из тюрем были выпущены преступники. Восстание возглавил бывший прево Парижа Юг Абрио, при новом короле обвинённый во многих преступлениях и заключённый в тюрьму. Король вместе с регентами перебрался в Венсен, и когда переговоры ничего не дали, перебрался дальше от столицы, в Мелён. Герцог Анжуйский собрал войска, разорившие городские предместья. В результате город был приведён к повиновению и вынужден заплатить 100 000 франков штрафа. Через несколько дней король вернулся в город. Нарушив собственные обещания, регенты приказали бросить в тюрьму и утопить в Сене значительное количество горожан, подозреваемых в мятеже.
После возвращения из фламандского похода королю донесли, что в Париже для него готовится ловушка, а местные буржуа якобы ведут переписку с представителями других городов с целью добиться льгот. В Париж были введены войска, после чего регенты развязали кровавый террор. Преследовались все, кто принимал участие в мятеже или подозревался в связях с фламандцами. Около 300 человек было казнено и брошено в тюрьмы, причём Филипп Смелый не преминул расправиться со сторонниками старшего брата. Город был обложен новыми налогами — 1 су с каждого ливра при продажах, 12 су с каждой проданной меры вина, четверть цены за розничную продажу вина. То же было сделано в Орлеане, Труа, Руане и многих других городах.

### Внешняя политика
В то же время в Париж прибыли посланники венгерского короля и кастильцы с целью склонить Францию к поддержке Урбана VI. Их принял Людовик Анжуйский, но просьбу послов отклонил, и вслед за ним собрание французских кардиналов и Парижский университет равно объявили истинным папой Климента VII, причём после недолгих колебаний их сторону приняли и кастильцы.
В конце июля, за два месяца до смерти Карла V, в Кале высадился дядя английского короля Ричарда — граф Бекингем — в сопровождении 3 тыс. пеших и конных воинов и 4 тыс. лучников, с присоединившимися к ним фламандцами и немцами, которым, по словам хрониста «Бекингем пообещал отдать для разграбления всю Францию». Скорым маршем он прошёл через Артуа, Пикардию, Шампань и остановился в Мэне, где недалеко от Ренна ждал его с войсками дружественно настроенный к англичанам герцог Бретонский. Оба брата короля спешно комплектовали свои армии, пытаясь преградить дорогу захватчикам, но французским войскам не хватало продовольствия, а пришедшая из Парижа весть о смертельной болезни короля и вовсе расстроила кампанию. Принцы поспешили назад в столицу, чтобы при юном короле обеспечить себе максимум влияния и власти, в то время как англичане беспрепятственно продвигались к Бретани. Однако, герцог, успевший получить при французском дворе достаточные гарантии, уже изменил своё решение, заметив, что «ненависть, каковую я питал к французскому королевству со смертью Карла уменьшилась более чем наполовину, так же как ненавидел отца, я полюблю сына». Герцог вёл двойную игру, впустив в свою страну англичан, которым не решился противостоять, и снабдив их всем необходимым, предложил им начать осаду Нанта, где стоял французский гарнизон, обещая присоединиться через 15 дней — но слово своё не сдержал. Бекингему не хватило войск для решительного штурма и он решил отступить.
В начале 1381 года в Париже был тайно заключён мир между Францией и Бретанью, двое из трёх регентов желали развязать себе руки для ведения личных войн. Герцог Бретонский по его условиям получал Нант и несколько соседних городов, обязывался принести вассальную клятву герцогу Анжуйскому за кастелянство Шантосу, выплатить в казну 200 тыс. франков, прибыть в Париж лично в сопровождении коннетабля де Клиссона, герцога Бурбонского и адмирала де Вьенна, где он обязывался просить королевского прощения и принести присягу Карлу VI. Англичанам, проклинавшим герцога за предательство, предоставлялись корабли, чтобы они могли беспрепятственно вернуться домой.
Людовик I Анжуйский в 1382 году уехал завоёвывать наследство своей приёмной матери Иоанны I Неаполитанской, и два года спустя умер от болезни, так и не закончив кампанию. Жан Беррийский получил безраздельную власть в Лангедоке со статусом королевского наместника, который ему, впрочем, пришлось подчинять себе силой оружия. В этой войне король пожелал принять личное участие, приказав по обычаю взять в Сен-Дени орифламму Франции, но этому воспротивился Филипп Смелый, заявив, что столь незначительный противник недостоин личного вмешательства суверена. Король всё же настоял на своём и был разбит в первом же сражении, но ввиду численного превосходства его армии граф де Фуа не решился продолжать войну и добровольно согласился уступить свои земли, выговорив себе прощение и сохранение достаточной собственности. В наказание за мятеж на сенешальства Тулузы, Каркассона и Бокера был наложен штраф в 800 тыс. франков.
В том же году Филипп II Смелый, после отъезда Людовика почувствовав себя полновластным хозяином при дворе, предпринял поход с целью оказать помощь тестю графу Фландрскому, в котором принял участие и король. В октябре в Аррасе было собрано 10 тыс. конных воинов, к которым присоединились арбалетчики и пехотинцы. Мост через реку Лис был разрушен, ценой огромного напряжения французам удалось переправиться на другую сторону вброд или восстановив подручными средствами мост и захватить первый фламандский город Коммин. В следующей битве под Роозбеком король рвался в сражение, пытаясь принять участие в рукопашной как простой солдат, от чего герцог Бургундский насилу смог его удержать. Французы одержали полную победу, после чего война была практически закончена. Несколько фландрских городов были разграблены, на остальные наложены высокие пошлины и штрафы, иногда превосходившие вчетверо то, что принято было платить при прежних царствованиях.
В конце того же года, король английский Ричард, как пишут хроникёры «проникшись завистью к Карлу, покрывшему себя славой в столь юные годы», и поддерживаемый папой Урбаном, которого Франция не признала, в рамках крестового похода высадился в Кале в сопровождении 800 рыцарей и вместе с ними пехотинцев графа Бекингема. Взбунтовав Фландрию, англичане начали осаду Ипра. Против них было отправлено войско в 16 тыс. человек, но ввиду того, что вассалы короля были обязаны службой лишь на определённое время, после которого имели право вернуться в свои владения, война шла вяло, с переменным успехом. В конечном итоге, фламандцы вернулись к себе, англичанам же позволили вернуться в Кале, оставив за собой добычу. Военачальники французской армии протестовали против такого исхода, но последнее слово осталось за регентами. В стране ходили слухи, что тут не обошлось без влияния герцога Бретонского. Так или иначе, в Лондон отправился сир д’Отвилль, и между двумя странами было заключено перемирие сроком на полгода.
В конце 1387 года стычки возобновились, причём все попытки французов заключить мир разбивались о непомерные требования английской стороны — в частности, король Ричард требовал передать ему Нормандию и Гиень. Потому было решено «наказать англичан на их же островах». Началась подготовка к вторжению в Англию, строились корабли и защитные сооружения для пехоты, причём своё судно королевский фаворит ла Тремуйль приказал украсить золотом, на что было потрачено 2 тыс. франков. Общее количество кораблей составляло 1287 («достаточно для того, чтобы выстроить мост от Кале до Дувра» — никогда со времён Карла Великого Франция не располагала ещё столь внушительным флотом). Вторжение, однако, не состоялось, ввиду нерешительности герцога Беррийского, «не желавшего подвергнуть его величество ярости англичан и доверить ненадёжному нраву моря». Герцог тянул время, пока в сентябре не начались осенние шторма, и король вынужден был оставить свой замысел. Из деревянных башен, отданных Филиппу Бургундскому, позднее были построены склады. Однако, войска были посланы на помощь Роберту II Шотландскому и воевали достаточно успешно. В конечном итоге, впрочем, французы рассорились с шотландцами и весной следующего года значительно поредевшее войско вернулось домой.

### Результаты регентства
Эпоха всевластия (1380—1388) дядей Карла VI характеризовалась безраздельным разгулом личных амбиций принцев крови. Неаполитанский поход (1382—1384) Людовика I Анжуйского, фландрский поход Филиппа Смелого, меценатство Жана Беррийского оплачивались из королевской казны, также огромные средства были среди прочего выброшены на неудавшуюся экспедицию в Англию. Победа при Роозенбеке мало что дала французской короне. Для того, чтобы оплатить необходимые на ведение войны и амбиции принцев крови расходы, были резко подняты косвенные налоги и вновь введена подымная подать. Восстания в Париже, Руане, Реймсе были подавлены с редкой жестокостью, на мятежные города были наложены крупные штрафы.

### Брак
В 17 лет Карл превратился в статного юношу, крепкого и сильного настолько, что без труда мог сломать руками подкову. Дядьями было решено устроить его брак. На выбор ему были предложены принцессы лотарингская, ланкастерская, австрийская и баварская. Регенты немедленно отвергли возможность брака короля с англичанкой, и склонялись к дочери герцога лотарингского, так как считалось, что она «наиболее привычна к французским манерам», но герцоги Беррийский и Бургундский предпочли в этом случае последовать воле покойного короля, прочившего в жёны наследнику немку. С политической точки зрения, брак преследовал цель заручиться немецкой поддержкой против англичан, причём особенно привлекали королевских дядей в этом вопросе баварские Виттельсбахи. Ко всем принцессам были направлены художники, и конечно же, самым красивым оказался портрет Изабеллы Баварской. Но король, проявив неожиданную твёрдость, настоял на том, чтобы лично увидеться с предполагаемой невестой, так как «ему придётся провести с ней в любви всю жизнь». Потому было решено, что герцогиня Брабантская отправится в Амьен вместе с Изабеллой, якобы для поклонения святыням, и туда же как бы невзначай, прибудет король. Принцессу сопровождали её дядья Баварские, но перед встречей с королём французы настояли на том, чтобы возможную невесту переодели, так как «её платье было слишком простым с точки зрения французов».
Карл действительно был увлечён красивой немкой и после первой же аудиенции приказал немедленно готовиться к свадьбе, так как, по собственным его словам, до венчания «не сможет глаз сомкнуть из-за неё». Во время той же аудиенции коннетабль проницательно заметил сеньору де Куси: «клянусь честью, эта дама приберёт короля к рукам целиком и полностью, — он уже смотрит на неё влюблёнными глазами».
18 июля 1385 года амьенский епископ обвенчал молодых, в тот же день Изабелла была коронована.

## Эпоха «мармузетов» (1388—1392)
3 ноября 1388 года Карл VI на заседании королевского совета заявил, что, не будучи более ребёнком, принимает власть в свои руки. Дядья были удалены из совета, их требования компенсировать их затраты по управлению страной оставлены без внимания. Оба герцога уехали в свои владения, по всей видимости спокойно, однако же на следующий день без видимой причины скончался кардинал Лаонский, как считалось, подвинувший короля к этому шагу. В том, что его смерть была результатом отравления, не сомневался никто.
Фактически апатичный и слабохарактерный король передоверил власть другой придворной партии, получившей название «мармузетов» (Оливье де Клиссон, Жан де Вьен, Жан ле Мерсье, Жан де Монтагю и Бюро де Ла Ривьер). 
Это были, в основном, оставшиеся не у дел советники Карла V, мечтавшие вернуться к методам правления покойного короля. Они поделили между собой власть следующим образом: коннетабль возглавил армию, де ла Ривьер взял на себя управление дворцовым хозяйством, Жан де Мерсье и Жан де Монтагю взяли на себя управление финансами. Единственным из прежних правителей остался у власти герцог де Бурбон, дядя короля с материнской стороны. Из парламента и органов управления сторонники дядьёв были удалены. Для пресечения коррупции основные государственные должности должны были впредь замещаться лицами, избранными королевским советом. Были реформированы финансовые органы, в том числе созданы Палата эд и Курия казны и приняты меры по возврату к полноценной монете. В ходе поездки короля в Лангедок в конце 1389 года мармузеты выявили ряд чудовищных финансовых злоупотреблений, имевших место в наместничество Жана Беррийского.
Были частично отменены введённые во времена регентства налоги, упорядочена чеканка монет через введение секретных точек, Парижу возвратили его древние привилегии, купеческим прево Парижа был назначен будущий биограф короля Жювеналь дез Юрсе. Он приложил все силы, чтобы восстановить речной флот, восстановил спокойствие и постепенно привёл экономику к более устойчивому состоянию.
Канцлером стал Арно де Корбье, изменивший структуру парламента, в который были на равных основаниях введены представители духовенства и светской власти, с англичанами было заключено трёхлетнее перемирие, и постепенно прежние беды стали забываться — во всём произошедшем ранее народ винил жадность и неразборчивость принцев. Сам король, казалось, достиг всего, о чём можно было желать. Как пишет хронист, он «превосходил всех мужчин в королевстве — высокий, крепко сбитый, кровь с молоком, с ярким, проницательным взглядом и шапкой светлых волос. Среди придворных никто не мог соперничать с ним в стрельбе из лука или метании дротика. Он был добр и прост в обращении и не отказывал в аудиенции никому, даже самым незнатным из народа, многих помнил по имени и никогда не забывал оказанных ему услуг. Бывало, он гневался, но никогда не проявлял несправедливости, помня, как веско звучит любое слово, сказанное принцем, и как может осчастливить или повергнуть в отчаяние подданного один его взгляд».
Именно в это время король выбрал своей резиденцией Отель Сен-Поль, у реки, на улице Сен-Антуан. Внутри эта резиденция состояла из прихожей, зала для аудиенций, спальни, двух кабинетов и гардеробной. Также здесь была «неаполитанская комната», комната для занятий, ванная, голубятня, зал Совета, где иногда собирался Парламент, две часовни — большая и малая, парильная комната или, как он сам её называл «комната, чтобы греть спину», вольер, зал для игры в теннис и зоопарк, где держали львов.
Тем временем продолжалась война за Неаполитанское королевство, в которой Карл также решил принять участие, но сначала было решено устроить по всем правилам посвящение в рыцари Людовика II Анжуйского, кузена короля, и по этому случаю устроить рыцарский турнир, а вслед за тем торжественно короновать свою жену и устроить ей триумфальный въезд в столицу. Грандиозные празднества требовали средств, и постепенно король стал забывать собственные обещания и вновь вводить ранее отменённые налоги.
В 1389 году решено было предпринять поход в Неаполитанское королевство, с целью утвердить на троне Людовика II Анжуйского, король также собирался отправиться туда, чтобы по пути проинспектировать все французские провинции. Он прошёл через Бургундию, посетил Лион, затем Авиньон, где был принят Климентом VII. 1 ноября состоялась коронация Людовика. 15 ноября король отправился в Лангедок, жители которого неоднократно жаловались на тиранию герцога Беррийского. Герцог предпочёл на время уехать, но его казначей Бетизак, наворовавший лично для себя 100 тыс. франков и обвинённый в ереси, был сожжён живьём. В дальнейшем король посетил Тулузу и графство Фуа, и наконец вернулся в Париж.
6 февраля 1392 года королева родила сына, объявленного дофином Франции, по поводу чего вновь были устроены пышные празднества. Ребёнок, как и его покойный брат, получил имя Карл. В 1394 году был помолвлен с Маргаритой Бургундской. Умер в Венсенском замке не дожив месяца до девятилетия.
В том же году король сосватал свою дочь Изабеллу за сына герцога Бретонского, дав за ней приданого 500 тыс. золотых франков.
Оборотной стороной правления мармузетов стало всё возрастающее влияние брата короля — Людовика Орлеанского (1370—1407). Теперь уже этот принц, оказавшись у кормила власти, беззастенчиво злоупотреблял ею.
В целом, правление мармузетов не достигло декларируемых целей. Налоговая система осталась неизменной, административные реформы не были доведены до конца.

## Безумие

### Предыстория
Первые симптомы стали проявляться в апреле 1392 года, когда король впервые перенёс «лихорадку, сопровождавшуюся длительной горячкой», как это называл его личный врач. В дальнейшем стали замечать, что суверен время от времени страдал болезненной раздражительностью, выходя из себя по причине любого громкого или резкого звука, но достаточно быстро успокаиваясь. Отмечали также, что во время этих приступов он делал «движения и жесты, несовместимые с его королевским достоинством». Лечения не было, и болезнь  продолжала прогрессировать.

### Король в лесу под Ле-Маном
Пьер де Краон, уроженец Анжу, королевский кузен, по мнению хроникёров из-за зависти организовал покушение на Оливье де Клиссона. Раны оказались не опасны, хирурги заверили короля, что через 15 дней коннетабль будет здоров. Прево Парижа немедленно организовал погоню за убийцами, трое из которых были схвачены и повешены на следующий день. Краон был заочно приговорён к ссылке и лишению имущества. Он бежал в Бретань, где Жан V гостеприимно отнёсся к нему и отказался выдать королю (предположительно, чтобы отомстить своим дядьям). Решено было собрать войско и атаковать Бретань, местом сбора был назначен город Ле-Ман. К походу присоединились оба дяди короля, причём по этому случаю герцог Беррийский получил прощение и с него взято было слово впредь не притеснять своих подданных.
Жан V прислал письмо, в котором клялся, что не знает, куда бежал из его владений Краон, и в подтверждение своих слов был готов открыть перед королевскими войсками ворота всех городов, чтобы дознание было проведено на месте. В то же время королева Арагонская прислала письмо, что при попытке бежать в Африку в Барселоне был арестован некий французский рыцарь, который, видимо, и был Краоном. Герцоги Беррийский и Бургундский были склонны прервать поход, но коннетабль настоял на его продолжении.
5 августа 1392 года армия покинула Ле-Ман и направилась к Нанту (в это время Краон сбежал в Испанию). Король накануне похода плохо себя чувствовал, в Амьене он второй раз пролежал несколько дней в постели из-за «лихорадки, сопровождавшейся сильной горячкой», и с тех пор казался печальным и рассеянным. Встревоженные слуги уговаривали его принять лекарство, но он отказался неожиданно резко. День был очень жаркий. По словам летописца, король был одет «в чёрную бархатную куртку, в которой вскоре покрылся по́том, ярко-алую шапку, держал в руке жемчужные чётки, которые королева дала ему в дорогу».
Он успел отъехать около одного лье от города, когда некий оборванец пустился ему вслед, крича изо всех сил: «Остановись, король! Тебя предали!» Ситуация усугубилась тем, что один из пажей короля как раз в этот момент заснул или отвлёкся, и выпавшее из его рук копьё с лязгом ударило по шлему одного из пехотинцев. О старике «босоногом, с непокрытой головой, одетом в разорванный дублет», пишет лишь Жан Фруассар, узнавший всю историю из вторых рук. Мишель Пинтуан, бенедиктинский монах, сопровождавший короля в этом походе, со своей стороны говорит лишь о копье, выпавшем из рук пажа, и о том, что всё произошло «в одном лье от города, недалеко от местного лепрозория».
Король выхватил из ножен клинок и с воплем «Вперёд, вперёд на предателей!» проткнул пажа, затем бросился на собственных рыцарей. Он успел убить бастарда де Полиньяка, ранил ещё троих и погнался за собственным братом, который, однако, успел укрыться в лесу. В течение часа король рыскал среди собственной армии, пока меч в его руке не сломался. Кастелян двора Гийом Мартель бросился на круп лошади короля, обхватив его сзади. Короля повалили на землю, после чего он впал в забытьё и был на повозке доставлен в город. Следующие два дня он пробыл в коме, причём, по сообщению личного врача, тело короля постепенно остывало, лишь грудь оставалась тёплой и с трудом прослушивались тоны сердца. Все ждали смерти Карла, но на третий день он пришёл в себя. 
Очнувшись, король назначил пенсии для вдов и детей убитых им, после чего по настоянию врачей вернулся в Париж. Передав бразды правления в руки дядей, которые «не оставили его в беде», он находился в своей парижской резиденции, развлекаясь игрой в теннис и охотой на птиц. К делам правления он отказывался возвращаться, раздражаясь, если ему это предлагали.

### Второй приступ безумия — «Бал объятых пламенем»
28 января 1393 года королева устроила бал-маскарад по поводу свадьбы одной из своих фрейлин — Катерины де Фатоврен. Карл VI и пять приближённых к нему особ явились в масках и костюмах «диких людей» — надетых прямо на тело льняных мешках, обмазанных воском (или пеком) с приклеенной сверху растрёпанной пенькой, изображавшей шерсть. Людовик Орлеанский поднёс слишком близко факел к одному из ряженых, и костюм, пропитанный воском, вспыхнул; пламя передалось от одного «дикаря» к другому, начался пожар. В толкотне и давке герцогиня Беррийская, закутав короля своими юбками, потушила на нём пламя.
От вида горящих заживо людей рассудок короля вновь помутился, и в течение нескольких дней он не узнавал никого вокруг, отказывался от своего имени и королевского сана, уверял, что никогда не был женат и не имеет детей, раздражался, когда к нему пыталась подойти королева Изабелла, и громко требовал «убрать от него эту женщину, которая за ним следит».
Болезнью короля была встревожена вся страна, ради его выздоровления служились мессы, устраивались паломничества, во имя спасения души короля из Парижа были изгнаны все живущие там евреи. Родившаяся в тот же год принцесса Мария была «обещана Богу» — то есть обречена стать монахиней, чтобы молитвы юной девочки искупили грехи её отца. К королю была отправлена делегация парижских ремесленников и купцов.

### Последующие тридцать лет
В дальнейшем болезнь короля приобрела цикличный характер, периоды умопомешательства сменялись просветлениями, когда ничто не напоминало о произошедшем, и Карл мог вполне успешно заниматься своими обязанностями — принимать вассальные присяги, диктовать письма и собирать королевский совет. С годами периоды просветления становились всё короче, а помрачения — тяжелей и продолжительней. Всего было подсчитано, что за тридцать лет до кончины король перенёс от 44 до 52 приступов, во время которых его запирали в его собственной резиденции, где ради безопасности были забраны решётками окна и балкон.
Летописцы обращают внимание, что король сам чувствовал приближение рецидива, и, бросив все дела, спешил назад в Париж, чтобы в течение нескольких месяцев прожить взаперти, затем два или три — снова провести в достаточно вменяемом состоянии. Хронист XV века Жан Жувенель дез Юрсен записал воспоминания об этом своего отца, адвоката Парижского парламента Жана Жувенеля дез Юрсена (старшего):
Как тяжко было слушать сетования и жалобы доброго короля, когда он чувствовал, что вновь погружается в пучину безумия, и взывал к милосердию Господа, и Божьей матери и всех святых, и громко молился; благородные кавалеры, дамы и девицы горько плакали от сострадания и жалости к нему.
Подробности отдельных приступов нам известны лишь за период первых пяти лет, в дальнейшем, как замечает Бертран Гине, посвятивший безумию короля специальную работу, «к его болезни все привыкли, и история двигалась вперёд уже без участия короля».
Известно, что во время следующего периода затмения, случившегося летом 1393 года, король стал уверять, что его зовут Жорж, и на его гербе изображён лев, пронзённый шпагой. Безумец доходил до того, что пытался соскребать с посуды подлинный герб Валуа, гримасничал и отплясывал что-то бравурное.
В приступах умопомрачения он, бывало, орудовал кулаками, бросаясь на любого, находящегося поблизости — впрочем, уже не доходил до убийства. Особенно доставалось королеве Изабелле; в конечном итоге, опасаясь за свою жизнь, она сочла за лучшее поселиться отдельно, лишь время от времени навещая короля во время просветлений. По слухам, герцог Орлеанский советовал ей, забрав с собой детей, бежать из страны.
Иногда приступ характеризовался непомерной весёлостью, во время которой король вёл себя как шкодливый мальчишка, разрывая в клочья занавеси, ломая стулья и швыряя посуду в камин, или наоборот, с воплями бежал от неизвестной опасности.
Несколько раз случалось так, что король воображал, будто сделан из стекла, и громко требовал облачить его в железные латы, чтобы не быть случайно разбитым. В 1405 году он в течение пяти месяцев отказывался мыться и не давал себя стричь и брить, отказывался от еды. В это время, как считается, его должны были обслуживать от 10 до 12 дюжих лакеев в кирасах, надетых под рубашки, и почти насильно переодевать и мыть короля, менять постельное бельё.

### Одетта де Шамдивер
Одетта (Удина, Одинетта) де Шамдивер была дочерью королевского конюшего, наследственные владения её отца находились в Бургундии — сеньоры де Шамдивер были вассалами местного герцога. Считается, что её представил ко двору в 1405 году брат короля, и, возможно, какое-то время она была его любовницей. В дальнейшем королева, обратив внимание на юную фрейлину, приставила её сиделкой и наложницей к душевнобольному королю.
Одетта в 1407 году родила от короля дочь по имени Маргарита, в дальнейшем признанную Карлом VII. 
Одетта провела рядом с безумным королём 16 лет, практически не отходя от него до самой кончины. Ей одной удавалось успокаивать его приступы ярости. По свидетельству летописцев, чтобы купировать самый тяжёлый приступ, ей хватало одного укоризненного взгляда или, в худшем случае, угрозы разлюбить его и уйти.
Одетте де Шамдивер приписывается введение во Франции игральных карт, которые она заказала некоему художнику, причём из казны за работу было уплачено «шесть су парижской чеканки».
Король увлёкся игрой, причём ставкой в ней служили плотские утехи — проиграв, Одетта должна была разделить постель с королём. Чтобы успокоить больного, она часто уступала ему, и каждый выигрыш король сопровождал радостным криком «Я победил англичан!»

### Гипотезы о причинах королевской болезни
Источники, описывающие состояние короля, очень скудны и содержат, в основном, не симптомы и врачебные наблюдения, а результаты, которыми оборачивалось то или иное состояние. Как метко заметил Бертран Гине, «описывалось состояние не человека — но короля», потому из имеющихся отрывочных данных можно сделать во многом взаимоисключающие выводы.

#### Версия первая — психическое расстройство
Авторы, придерживающиеся этой версии, в первую очередь вспоминают, что расстройствами психики страдала мать Карла — Жанна де Бурбон, к тому же обращается внимание, что Карл V женился на кузине — близкородственный брак тоже мог повлиять на состояние психики потомков. Слабоумие проявилось и у внука Карла, сына короля Генриха V и дочери Карла Катерины Валуа — Генриха VI, объявленного в младенческом возрасте королём Англии и Франции. Так же, как безумие его деда едва не привело к гибели французского королевства, безумие внука стало началом едва не погубившей феодальную Англию войны Роз.
Потому, если принять версию психического расстройства, состояние Карла отождествляют с наследственной шизофренией, спусковым механизмом которой послужило некое вирусное заболевание («лихорадка, сопровождаемая длительной горячкой»), на которую единодушно ссылаются источники.
Другой вариант диагноза — маниакально-депрессивный психоз, но и в том и в другом случае обращается внимание на «нетипичность» протекания.

#### Версия вторая — отравление
Слухи о том, что «короля околдовали и отравили», начали ходить с первого же приступа болезни — ярости, охватившей Карла в лесу под Ле-Маном.
Привычные методы лечения, состоявшие в то время в исповеди, утешении, назначении успокаивающих средств, не давали эффекта, потому, в полном отчаянии, для излечения короля призывались алхимики и откровенные шарлатаны, один из которых стал потчевать пациента среди прочего — растёртым в порошок жемчугом, что привело, конечно же, не к выздоровлению, а к жестоким болям в желудке. Король в момент просветления однажды обратился к собравшимся придворным и принцам крови:
Ради Бога, если в этом зале присутствует некто или нечто, виновные в моей болезни, прошу не мучить меня далее, а помочь скорее умереть.
Возможно, ещё одним толчком к упорным слухам об отравлении послужило дело некоего Першье, мошенника и убийцы, который под личиной странствующего монаха занимался  криминальной деятельностью. Однажды, будучи в Париже, монах выпил лишнего и неосторожно проговорился, что желает отравить короля. Возможно, за этим заявлением ничего не стояло, кроме пьяного бахвальства, но монаха схватили и среди прочих улик при обыске отняли мешочек с травами, который он носил на шее. Осмотрев содержимое, лекарь короля пришёл к выводу, что «одна из трав способна излечивать безумие, вторая — безусловно ядовита, остальные безвредны». За оскорбление величества Першье был повешен.
В 1395 году Валентина Висконти, жена герцога Орлеанского, была изгнана из дворца, так как её открыто обвиняли в отравлении и порче, которую она якобы напускала на короля. Оснований тому было два: первое — её происхождение из Милана, «страны интриг и ядов», второе — то, что не узнавая никого и питая враждебность к собственной семье, король тем не менее сохранял нежную привязанность к Валентине, которую звал своей «дорогой сестрой».
Гипотеза об отравлении не потеряла своей актуальности и поныне, хотя считается во многом маргинальной. Её сторонники придерживаются мнения, что короля травили спорыньёй, и выдвигают на роль злодейки Изабеллу Баварскую и брата короля — Людовика, якобы желавшего таким образом занять французский престол.

## Время внешнего и внутреннего мира (1392—1404)
Приступ безумия Карла VI в лесу под Ле-Маном позволил дядьям короля — Жану Беррийскому, Филиппу II Смелому Бургундскому, Людовику II Бурбонскому — вернуть себе власть. Хотя уже в сентябре 1392 года к Карлу VI вернулся рассудок, это было лишь временной передышкой. Уже в следующем году приступ повторился, в дальнейшем приступы становились всё более частыми и продолжительными. Тем не менее, дядям короля удалось стабилизировать внутреннее положение страны.
В 1389 году между Англией и Францией в Леленгеме было заключено трёхлетнее перемирие, затем неоднократно продлеваемое. Ричард II, сломив сопротивление недовольных, последовательно усиливая свою власть, желал мира с Карлом VI, на дочери которого — Изабелле — женился в 1396 году.
Свержение Ричарда II в 1399 году Генрихом IV Ланкастером привело к продолжительным смутам в Англии. В результате Генрих IV, пришедший к власти под воинственными лозунгами, так и не смог возобновить войну с Францией.
Так неожиданно после долгой и неудачной первой половины Столетней войны Франция стала ведущей державой в Европе.
Французская дипломатия активно участвовала в решении вопроса о преодолении Великой схизмы. Дважды в 1398 году и 1408 году Франция отказывала в повиновении соперничающим папам, богословы Парижского Университета при поддержке власти активно проповедовали приоритет соборов над папами, предвосхищая идеи Констанцского и Базельского соборов.
Возрождается идея крестовых походов. В 1390—1391 годах дядя короля Людовик II Бурбонский возглавил неудачный поход против тунисских мусульман. В 1396 году французские рыцари, возглавляемые Жаном Бесстрашным, сыном Филиппа II Смелого Бургундского, принимали активное участие в крестовом походе Сигизмунда против турок, закончившемся катастрофой под Никополем. Чуть позже французы под командованием маршала Бусико пробились в Константинополь, единственные из европейских рыцарей, откликнувшиеся на призыв о помощи Мануила II.
В 1401 году умер дофин Карл, и титул перешёл к его младшему брату Людовику, графу Гиеньскому.

## Война между арманьяками и бургиньонами — первый период (1404—1415)
После смерти Филиппа II Смелого Бургундского в 1404 году согласию пришёл конец. С одной стороны, к власти рвался сын покойного Жан Бесстрашный, опиравшийся на всё расширявшиеся владения в Нидерландах. С другой стороны, брат короля Людовик Орлеанский, опираясь на поддержку Изабеллы Баварской, жены Карла VI, добился неограниченного влияния на больного короля. В 1405 году дело дошло до вооружённого столкновения: войска Жана Бесстрашного шли на Париж, Людовик Орлеанский и Изабелла Баварская пытались похитить наследника престола Людовика Гиенского. Конфликт удалось погасить, но стычки в Совете между Людовиком Орлеанским и Жаном Бесстрашным продолжались, при этом обе стороны продолжали собирать войска. К 1407 году конфликтующие стороны удалось склонить к миру, но в ноябре 1407 года Людовик Орлеанский был убит по приказу Жана Бесстрашного.
Сразу после убийства своего врага Жан Бесстрашный, опасаясь мести, бежал в свои владения. Убийство Людовика Орлеанского на время сплотило всех принцев крови. Сложившаяся партия противников Жана Бесстрашного в разное время включала в себя вдову Людовика Орлеанского Валентину Висконти, их сына Карла Орлеанского (1391—1465), Жана Беррийского, Людовика II Анжуйского, Людовика II Бурбонского и его сына Жана I Бурбонского, сыновей Карла VI Людовика Гиеньского, Жана Туреньского и будущего Карла VII. Эта партия первоначально называлась орлеанской, но своё более распространённое название — арманьяки — она получила от имени наиболее активного своего члена графа Бернара VII Арманьяка, с 1410 года тестя Карла Орлеанского, с 1416 года коннетабля. Именно Бернар VII Арманьяк приведёт на помощь своей партии грозные гасконские банды, носившие на груди фамильный знак графов Арманьяков — белый крест. Сторонники Бургундских герцогов Филиппа II, Жана Бесстрашного и Филиппа III Доброго называются в русскоязычной литературе бургиньонами, то есть буквально «бургундцами».
Поскольку арманьяки на первых порах ограничивались лишь моральной поддержкой вдовы и сына Людовика Орлеанского, Жан Бесстрашный перешёл в наступление. Вскоре после убийства он уже вёл сепаратные переговоры с Жаном Беррийским, Людовиком II Анжуйским о своём прощении. В феврале 1408 года Жан Бесстрашный, договорившийся с принцами, вернулся в Париж, в марте 1408 года доктор Университета Жан Пти перед королём и двором произнёс речь, обвинявшую убитого Людовика Орлеанского в тирании и оправдывавшую его убийство. В Шартре 9 сентября 1409 года перед королём все принцы поклялись забыть обиды.
Между тем, Жан Бесстрашный, опираясь на свою партию и поддержку парижского населения, вскоре фактически захватил власть. В популистских целях Жан Бесстрашный издал от имени короля ряд ордонансов, упорядочивавших систему управления, провёл массовые увольнения в государственных органах, судах, казначействе, сократил жалование королевским чиновникам. Вершиной реформ бургиньонов стал изданный 26—27 мая 1413 года так называемый Великий реформаторский ордонанс. Этот ордонанс должен был вернуть к жизни идеи Карла V и мармуазетов, но фактически он так и остался на бумаге.
Между тем возобновившаяся в 1410 году гражданская война между бургиньонами и арманьяками, лидеры которых были объявлены вне закона, закончилась в 1412 года капитуляцией Жана Беррийского и последующим подчинением остальных принцев из партии арманьяков. В августе 1412 года враждующие принцы в очередной раз примирились друг с другом в Оксерре. В ходе этой войны обе стороны просили Генриха IV о вооружённом вмешательстве.
Созыв Жаном Бесстрашным в 1413 году Штатов Лангедойля неожиданно приблизил конец его диктатуры. Бургиньоны, оказавшиеся в подавляющем большинстве в Штатах, и подогреваемые ими парижские низы вели себя вызывающе. 27 апреля 1413 года мятежники во главе с парижским мясником Кабошем ворвались во дворец Людовика Гиеньского, наместника больного короля, перебили его друзей, а затем убили всех найденных ими в Париже арманьяков. В течение последующего месяца мятеж следовал за мятежом, бунтовщики требовали от безумного короля и Штатов всё больших уступок. В результате этого и был издан ранее упомянутый Великий реформаторский ордонанс. Будучи делом рук одной партии, изданный в условиях террора, этот ордонанс только вызвал ответную реакцию арманьяков.
В течение июля 1413 года все лидеры арманьяков пришли к соглашению с Людовиком Гиеньским, бежавшим из Парижа в Понтуаз. 4 августа 1413 года Людовик Гиеньский, приветствуемый населением столицы, уставшим от террора бургиньонов, вернулся в Париж. 23 августа 1413 года Жан Бесстрашный, в свою очередь, бежал из Парижа. 1 сентября 1413 года в Париж вступили отряды арманьяков, возглавляемые принцами. 5 сентября 1413 года Великий реформаторский ордонанс был отменён, Жан Бесстрашный был торжественно объявлен вне закона. Теперь уже торжествующие арманьяки обрушили репрессии на бургиньонов, многие из которых лишились имущества и жизни.
В феврале 1415 года враги вновь подписали Аррасский мир, по которому приговор об изгнании Жану Бесстрашному был отменён, но ни власти, ни компенсаций он не получил. Пятьсот его ближайших сторонников были исключены из списка амнистированных.

## Возобновление Столетней войны. Война между арманьяками и бургиньонами — второй период (1414—1420)
Во время междоусобной войны арманьяки и бургиньоны тайно вели переговоры с Англией, желая получить помощь для уничтожения соперников. Генрих IV не имел возможности вмешаться во французские дела, поглощённый собственными неурядицами. Его сын Генрих V, вступивший на престол в 1413 году, сумел покончить с уэльскими мятежниками и собственно английскими заговорщиками и решил возобновить войну с Францией. Официальные переговоры между французским и английским двором, ведшиеся в 1413—1415 годах, зашли в тупик по вине Генриха V, выставлявшего всё большие требования.
14 августа 1415 года Генрих V во главе английской армии высадился в устье Сены. 14 сентября 1415 года после месячной осады пал Арфлёр. Приближение зимы заставило Генриха V вести армию на север в Кале. Между тем правительство арманьяков, добившихся в 1414 году полного контроля над Карлом VI, собрало в районе Руана французскую армию, намного превосходившую по числу и боевому духу отступавших к Кале англичан. Уставший от французской погони Генрих V принял бой 25 октября 1415 года около Азенкура, в Артуа. Его пехота выстроила укрепления, лучники отличались меткой стрельбой, почва была размыта проливным дождём. Французские рыцари были вынуждены броситься в атаку спешенными и были перебиты английскими лучниками. После победы при Азенкуре Генрих V поспешно отступил в Кале и 16 ноября 1415 года отплыл в Англию.
Этот, по существу, заурядный грабительский набег англичан имел роковые последствия для Франции. Множество французских дворян оказались в плену, за них было необходимо внести выкуп. Королевская казна, опустошённая враждующими партиями, попеременно сменявшимися у кормила власти, была пуста. Напротив, Генрих V, пользуясь своей победой, приобрёл новых союзников: сторону Англии в конфликте принял, в частности, император Сигизмунд.
В довершение всех бед, в том же 1415 году умер от затяжной болезни дофин Людовик, и наследником престола стал его младший брат Карл (будущий Карл VII).
В августе 1417 года Генрих V вновь высадился в Нормандии. На этот раз речь шла не об очередном набеге, началось планомерное завоевание Нормандии. В течение 1417—1419 годов англичанам покорилась вся Нормандия кроме монастыря Мон-Сен-Мишель. Последним нормандским городом, сдавшимся после шестимесячной осады 13 января 1419 года, был Руан.
Между тем партия арманьяков рассыпалась. Одни её вожди, в том числе Карл Орлеанский и Жан I Бурбон, находились в английском плену, другие (Жан Беррийский, Людовик II Анжуйский, сыновья Карла VI — Людовик Гиеньский и Жан Туреньский) умерли. С июня 1417 года номинальным главой арманьякского правительства с титулом генерального наместника короля стал последний сын Карла VI дофин Карл, не обладавший никакими талантами руководителя и не имевший опыта в делах. За его спиной правил деспотичный и жестокий коннетабль Бернар VII Арманьяк. Но террор арманьяков уже не страшил измученное всё возраставшими налогами население. Большая часть городов Шампани и Пикардии, получив обещание от Жана Бесстрашного об освобождении от налогов, впустили гарнизоны бургиньонов. В апреле 1416 года восстание парижан против арманьяков было подавлено с беспримерной жестокостью.
Но Бернар VII Арманьяк и дофин Карл совершили роковую ошибку, — воспользовавшись очередным периодом просветления, им удалось обвинить перед королём его жену в распущенности и откровенном сожительстве с герцогом Орлеанским, и таким образом добиться приказа о её высылке из Парижа в Тур, где королева должна была находиться на положении пленницы. 8 ноября 1417 года она бежала из Тура в Труа, где примирилась с Жаном Бесстрашным. Здесь Изабелла Баварская была провозглашена регентшей на время болезни Карла VI, возглавив тем самым правительство бургиньонов, противостоявшее правительству арманьяков во главе с дофином Карлом. 29 мая 1418 года в Париже вспыхнуло восстание, горожане открыли ворота бургиньонам. Находившиеся в Париже арманьяки были вырезаны, погибли канцлер, коннетабль Бернар VII Арманьяк, и лишь начавшаяся в городе чума заставила граждан успокоиться. Дофину Карлу едва удалось бежать. Карл VI оказался вновь в руках бургиньонов.
Однако правительство бургиньонов было также неспособно остановить распад государства. Жан Бесстрашный из популистских соображений отменил важнейшие налоги — эд (с продажи вина) и талью, правительство с трудом существовало в основном за счёт конфискаций и принудительных займов у сторонников арманьяков.
В декабре 1418 года дофин Карл провозгласил себя регентом королевства. Тем временем, полностью покорив Нормандию, Генрих V приближался к Парижу и 31 июля 1419 года взял Понтуаз. Перед лицом опасности арманьяки и бургиньоны начали запоздалые переговоры. Жан Бесстрашный намеревался, примирившись с дофином Карлом, изгнать из его окружения последних арманьяков и править в дальнейшем от его имени. Но этим планам не суждено было сбыться. Во время второй встречи между лидерами партий 10 сентября 1419 года на мосту в Монтро приближённые дофина Карла под предводительством Танги дю Шателя убили Жана Бесстрашного.
Убийство в Монтро, запоздалая месть за смерть Людовика Орлеанского, дискредитировала арманьяков и их лидера дофина Карла в Северной Франции. Новый герцог Бургундский Филипп III Добрый, желая отомстить за смерть своего отца, начал совместно с Изабеллой Баварской переговоры с Генрихом V, завершившиеся договором в Труа (21 мая 1420 года). Париж открыл ворота перед англичанами.
В соответствии с этим договором Генрих V, женившийся на последней дочери Карла VI Екатерине, становился наследником французского престола и наместником Карла VI на время болезни последнего. Генрих V становился также герцогом Нормандским и принимал оммаж от герцога Бретонского. Дофин Карл навеки отстранялся от престола за «ужасные и громадные преступления и проступки» — считается, что королеве удалось добиться от супруга подобной уступки, обвинив младшего сына в практической узурпации трона.

## Фактический распад Франции (1420—1422)
Таким образом, результатом растянувшейся на пятнадцать лет борьбы за власть между двумя группировками стало фактическое поражение Франции в Столетней войне, потеря престола национальной династией Валуа и переход короны к английским Ланкастерам. По условиям договора Франция не теряла в прямом смысле независимости, но в созданной двойной монархии она отходила на второй план. От Франции фактически отторгались провинции, из-за которых с XII века велась борьба с Англией, — Гиень, Нормандия, Бретань, полновластным сувереном которых становился Генрих V. Филипп III Добрый, ценой своего предательства, становился практически независимым государем, удерживая помимо своих наследственных владений Шампань и Пикардию. Арманьяки, сгруппировавшиеся вокруг слабовольного и неопытного дофина Карла, удерживали за собой свои апанажи к югу от Луары. Центральной власти во Франции фактически не стало.
В декабре 1420 года Карл VI в сопровождении своего зятя и намеченного преемника Генриха V, а также Филиппа III Доброго вернулся в Париж. Парламент одобрил договор в Труа, вызвал дофина Карла на суд и затем заочно осудил его, приговорив к вечному изгнанию из Франции.
Отъезд Генриха V в Англию вновь оживил надежды арманьяков. 22 марта 1421 года в битве при Боже погиб от рук арманьяков брат и предполагаемый наследник Генриха V Кларенс. Рассеянные по Северной Франции гарнизоны арманьяков продолжали партизанскую войну против англичан и бургиньонов, дофин Карл во главе новой армии двинулся на Париж. Генрих V был вынужден вернуться во Францию в июле 1421 года, последующий год ушёл у английского короля на деблокирование Парижа. Неожиданная смерть Генриха V 31 августа 1422 года прервала его победную поступь, королём Франции он так и не стал.

## Смерть и погребение
Карл VI пережил своего зятя на два месяца. Он скончался 21 октября 1422 года в Париже, во дворце Сен-Поль, брошенный всеми, своей женой, в окружении нескольких верных слуг. Причиной смерти была малярия, продолжавшаяся 37 дней, в течение которых от него не отходили верная Одетта и её дочь Маргарита. Король не узнавал их, как, впрочем, уже не способен был узнать никого другого. Последним оказался, по воспоминаниям современников, третий или четвёртый приступ болезни. Сознание Карла прояснилось за несколько минут до смерти. Адвокат дез Юрсен так передаёт его последние слова:
Король прошептал: Моя дочь… я тебе отдаю… отдаю… а! Я позабыл, у короля Франции ничего нет… Благословение, вот и всё, чем он может одарить… Одетта!… Одетта!..

Карла оплакивал Париж, по всему пути следования процессии были открыты окна, и люди плакали и молились за успокоение его души. Король был погребён в Сен-Дени, причём, сопровождавшая его процессия была «слишком скромной для короля Франции». Рядом с гробом шли герцог Бедфордский, кастелян, канцлер двора, королевский духовник и несколько мелких чиновников. Возле открытой могилы герольды, как то полагалось по обычаю, сломали свои жезлы и бросили их на гроб короля, Берри, их глава, громким голосом возгласил смерть Карла VI и начало правление его преемника — Генриха Английского, как то прямо вытекало из заключённого в Труа договора. Новому королю исполнился в то время год.
Одновременно своими сторонниками был провозглашён королём Франции Карлом VII и дофин Карл.

## Итоги царствования
Итогом 42-летнего царствования Карла VI — сначала малолетнего, потом вялого и не интересующегося государственными делами, затем безумного — стал распад Франции как единого государства. Его преемникам предстояло начать с нуля — изгнать англичан, обуздать принцев крови, ставших фактически независимыми государями, реанимировать государственный механизм. Эту задачу предстояло решить сыну и внуку Карла VI — Карлу VII и Людовику XI.

## Брак и дети
Жена: с 17 июля 1385 года (Амьен) Изабелла Баварская (ок. 1370 — 24 сентября 1435). Она родила ему 12 детей:
1. Карл (26 сентября 1386 — 28 декабря 1386), дофин в 1386 году.
2. Изабелла (1387—1409); 1-й муж: с 1396 года Ричард II (1367—1400), король Англии в 1377—1399 годах; 2-й муж: с 1406 года Карл I (1394—1465), герцог Орлеанский  с 1407 года.
3. Жанна (14 июня 1388—1390), родилась в Сен-Уене, похоронена в аббатстве Монбийон.
4. Жанна (24 января 1391 — 27 сентября 1433); муж: Жан VI (V) Мудрый (1389—1442), герцог Бретонский с 1399 года.
5. Карл (6 февраля 1392 — 13 января 1401), дофин с 1392 года.
6. Мария (24 августа 1393 — 19 августа 1438), приоресса Пуасси, умерла в Париже от чумы.
7. Мишель (11 января 1395 — 8 июля 1422); муж: с 1409 года Филипп III Добрый (1396—1467), герцог Бургундии.
8. Людовик (22 января 1397 — 18 декабря 1415), герцог Гиеннский, дофин с 1401 года, номинальный глава партии арманьяков, наместник при своём отце.
9. Жан (31 августа 1398 — 4 апреля 1417), герцог Туреньский, дофин с 1415 года.
10. Екатерина (27 октября 1401 — 3 января 1438); 1-й муж: с 2 июня 1420 года Генрих V (1387—1422), король Англии с 1413 года), наследник французской короны по договору в Труа 1420 года; 2-й муж: с 1429 года Оуэн Тюдор (ок. 1385—1461). Её сын от первого брака — Генрих VI (1421—1471), король Англии в 1422—1461 и 1470—1471 годах, последний из династии Ланкастеров. Её внук от второго брака — Генрих VII (1457—1509), король Англии с 1485 года, основатель династии Тюдоров.
11. Карл VII (22 февраля 1403 — 22 июля 1461), граф Понтье, дофин с 1417 года, глава арманьяков после смерти своих старших братьев, король Франции с 1422 года.
12. Филипп (род. и ум. 10 ноября 1407).

Внебрачная связь: Одинетта де Шамдивер (1390—1424), одна дочь:
1. Маргарита де Валуа (1407—1458), узаконена в 1428 году; муж: с 1428 года Жан де Бельвиль, сеньор де Монтегю.

## Образ в искусстве

### В литературе
- Является одним из героев исторической хроники Уильяма Шекспира «Генрих V» и различных её экранизаций.
- Поэт-романтик Жерар де Нерваль (1808—1855) посвятил безумному королю поэму «Сон Карла VI». Также Карл VI появляется в его романе «Король шутов».
- Выступает героем в романе Александра Дюма-отца «Изабелла Баварская».
- «Бал объятых пламенем» стал основой рассказа Эдгара Алана По «Прыг-скок»[14].
- Последние годы жизни короля описываются в единственном романе Райнера Марии Рильке «Записки Мальте Лауридса Бригге» (1910).
- Жизни и безумию Карла VI посвящён роман голландской писательницы Хеллы Хаассе «Заблудившись в тёмном лесу» (1949).
- Французский романист Ги Бретон посвятил Карлу и Изабелле Баварской несколько глав в первом томе своих «Историй любви в истории Франции» (1954)[15].
- Карл, его окружение и его приступы описываются в книге «Перстень с Волком» Жан-Франсуа Намьяса из цикла «Дитя всех святых»

### В театре
- «Карл VI[англ.]», опера Фроманталя Галеви. Роль короля на премьере исполнил баритон Поль Баруалье[англ.] (Париж, Опера Ле Пелетье, 1843).
- «Одетта, или Безумие Карла VI», балет Жюля Перро. Роль короля на премьере исполнил Эфисио Катте (Милан, театр «Ла Скала», 1847).

### В кинематографе
- «Предательство королевы, преданный король Карл VI Французский», реж. Луи Фейяд (Франция, 1911).
- «Последняя дуэль» (2021), реж. Ридли Скотт, в роли Карла снимался Алекс Лоутер.

Карл VI также выступает персонажем в ряде фильмов, посвящённых королю Англии Генриху V:
- «Генрих V», реж. Лоренс Оливье, в роли Карла Харкорт Уильямс (Великобритания, 1944).
- «Возраст королей» (телесериал, 1960).
- «Генрих V», реж. Кеннет Брана, в роли Карла Пол Скофилд (Великобритания, 1989).
- «Генрих V», телефильм из сериала «Пустая корона», в роли Карла Ламбер Вильсон (Великобритания, 2012).
- В роли Карла также снимались Джон Уорнер и Алан Роу[уточнить].
- В фильме «Король» (2019) роль Карла исполнил Тибо де Монталем.